# Commission des ressources génétiques pour l'alimentation et l'agriculture
La Commission des Ressources Génétiques pour l’Alimentation et l’Agriculture (CRGAA), en anglais Commission on Genetic Resources for Food and Agriculture (acronyme anglais CGRFA), est un organisme intergouvernemental, interne à la FAO, responsable pour la conservation et l’utilisation durable des ressources génétiques intéressant l’alimentation et l’agriculture.

## Histoire
Une Commission intergouvernementale des ressources phytogénétiques est instituée à la suite d'une résolution adoptée en 1983 lors de la vingt-deuxième session de la Conférence de la FAO. Cette même session adopte un engagement international sur les ressources phytogénétiques. La première session de la Commission se tient à Rome en 1985. 
Entre 1983 et 1991, les travaux de la Commission portent sur la conclusion d’un accord concernant l’interprétation de l’Engagement international. À partir de 1993, elle travaille à l'harmonisation de l'Engagement international avec la Convention sur la diversité biologique, un processus qui conduit finalement à l'adoption du Traité international sur les ressources phytogénétiques pour l'alimentation et l'agriculture en 2001. 
En 1995, le mandat de la Commission s'étend à tous les aspects des ressources génétiques pour l'agriculture et l'alimentation. La Commission est renommée, pour devenir la Commission des ressources génétiques pour l'alimentation et l'agriculture, nom qu'elle conserve toujours aujourd'hui. L'élargissement du mandat vise à faciliter la coopération de la FAO avec la Conférence des parties de la Convention sur la diversité biologique, avec la Commission du développement durable, avec l'Organisation mondiale du commerce (OMC), les centres du Groupe consultatif pour la recherche agricole internationale (GCRAI) et, en particulier, l'Institut international des ressources phytogénétiques (IPGRI), l'Organisation mondiale de la propriété intellectuelle (OMPI) et l'Union internationale pour la protection des obtentions végétales (UPOV). 
En 2007, la Commission publie un premier état des ressources zoogénétiques pour l’alimentation et l’agriculture dans le monde.  